# Plagionotulus dubius
Plagionotulus dubius är en skalbaggsart som först beskrevs av Aurivillius 1907.  Plagionotulus dubius ingår i släktet Plagionotulus och familjen långhorningar. Inga underarter finns listade i Catalogue of Life.